# Leptonemella froeyensis
Leptonemella froeyensis är en rundmaskart som först beskrevs av Allgen 1946.  Leptonemella froeyensis ingår i släktet Leptonemella och familjen Desmodoridae. Inga underarter finns listade i Catalogue of Life.